# Oštarijska vrata
Az Oštarijska vrata (magyarul: Oštarijei kapu) egy 928 méter magas hágó Horvátországban, a Velebit-hegységben. 

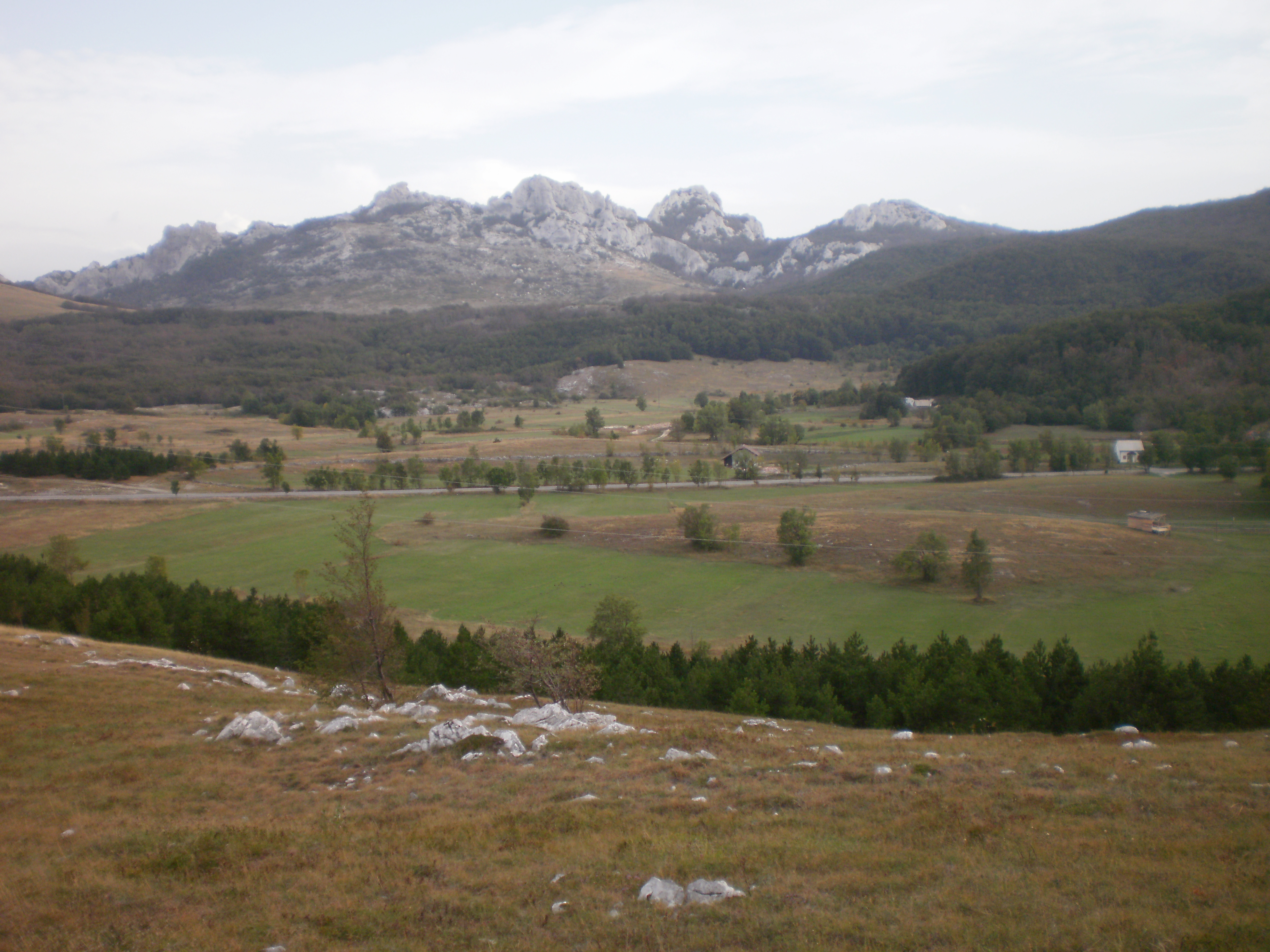
Baške Oštarije vidékének látképe

## Leírása
Az Oštarijska vrata osztja északnyugati és délkeleti részre a Velebit-hegységet. Rajta halad át a 36 km hosszú D25-ös Karlobag-Gospić (régi nevén Tereziana) út. Az út Karlobagtól Brušaneig tartó szakasza 1784 és 1786 között épült. A második útépítés 1844 és 1851 között folyt Josip Kajetan Knežić vezetésével, aki még a munkálatok befejezése előtt meghalt. Munkáját fő segítője Simo Kekić fejezte be, ezért az újabb karlobagi utat Knežić - Kekićeva útnak is nevezték. Rekonstrukciója 1964 és 1968 között történt, amikor aszfaltburkolatot kapott. A hágó közelében fekvő Baške Oštarije falunak 1900-ig Oštarije volt a neve, innen kapta nevét a hágó.
A 928 m-es magasságot kőkocka (Kubus vagy Ura) jelöli. Az 1,25 méter él hosszúságú kocka négy kőgúlán nyugszik. Az emlékműhöz 33 lépcsőfok vezet. A "Kubus" tulajdonképpen az út Oštarijáig tartó részének befejezésére készült, a teljes Karlobagig vezető út csak 1851-re készült el. A kockát tartó gúlákat 2003-ban rossz állapotuk miatt kicserélték. Az emlékműtől nagyszerű kilátás nyílik a Velebit környező hegyeire, valamint a másik irányban a közeli tengerpartra és szigetekre.